# 斷奏

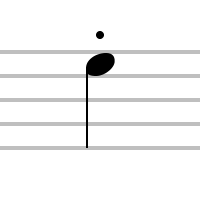
斷音

斷奏（義大利語：Staccato，意指「分離」）又稱斷音或跳音，指音符的實際時值比譜上所示的短，而減短的部分則可不作聲，並於音符上加上一小點表示。

## 歷史
斷音的概念最晚於1676年便被提及。但即使在十八世紀便有以點和線區分不同輕重長短的斷音，但1850年以前的樂譜基本上小點、線和楔形的意思類近。後來十九世紀末至二十世紀初的作曲家更嘗試以小點、直和橫的線和楔形來表示不同性質的斷音，但最後沒有普及。

## 標示
現今最為通用的是小點和楔形，其中小點就是斷音，楔形是特斷音（Staccatissimo），後者較為短促。類似適用於個別音符的標示，斷音只對所標的音有效。以下圖為例，第一小節的音以符杆連接，因此兩音皆為斷音；第二小節沒有連起來，因此只有上方音為斷音。
斷音可視為與連結線裏的音（Legato）特性相反，但弦樂器中的斷音並不是撥奏，後者會以文字標示。樂理上預設斷音為將音符減成一半，如西貝柳斯打譜軟件的設定，但實際演奏則因樂曲特性和個人演釋而有所差異。

## 關於「跳音」
有時華人會以跳音稱呼短促的音符，而這並不同於斷奏的聲音中斷之意。斷奏有不同音色，相應有不同彈奏方法，而手部具「跳」的動作的只是其中一種，因此需留意當中分別。

## 外部連結
- Basic Music Theory （页面存档备份，存于） Neil V. Hawes, organist and choirmaster of St. Mary's Church, Osterley
- Staccato （页面存档备份，存于）—video example of staccato playing